# Lagawe
Lagawe ist eine philippinische Stadtgemeinde in der Provinz Ifugao. Sie hat 19.333 Einwohner (Zensus 1. August 2015). Lagawe ist Sitz der Provinzregierung der Provinz Ifugao.

## Baranggays
Lagawe ist politisch in 20 Baranggays unterteilt.
| - Abinuan - Banga - Boliwong - Burnay - Buyabuyan - Caba - Cudog - Dulao - Jucbong - Luta | - Montabiong - Olilicon - Poblacion South - Ponghal - Pullaan - Tungngod - Tupaya - Poblacion East - Poblacion North - Poblacion West |